# 天神山 (防府市)
天神山（てんじんやま）は、山口県防府市にある山である。標高は166.9m。別名、酒垂山（さかたりやま）。

## 概要
天神山は、防府市のほぼ中央に位置し、北西側に佐波川が流れ、北東側は多々良山や矢筈ヶ岳に連なる。また、南山麓には防府天満宮がある。
松崎天神縁起によると、藤原時平の讒言によって大宰府に流された菅原道真が亡くなった翌日に、勝間の浦には神光が現れて酒垂山（天神山）に紫色の瑞雲が棚引いたと言われており、この出来事によりこの山に松崎天神（防府天満宮）が建立されたとされる。また、山の中腹にある岩からの湧き水が飲料水として用いられていたが、東大寺再建のために防府に来た重源が松崎天神の加護を求めて社殿の造営をしたところ、湧き水が酒に変わったとの言い伝えもある。
山麓一帯は、古代に周防国の国府・総社・国分寺が建てられるなど、同国の中心地として栄えた。また、山の南西部には6世紀後半のものとされる古墳があったと言われ、古墳から発見されたとされる物品が防府天満宮に保管されている。ただし、古墳自体は壊されてしまったため現在では位置も不明。

### 天神山公園
現在は、防府天満宮とその背後（北側）の天神山中腹は天神山公園として整備され、防府競輪場や野球場などのスポーツ施設も近接する。園内には、遊歩道（登山道）・遊具・複数の展望台・駐車場とトイレ（多目的トイレ含む）などが設けられており、公園周辺に植えられたウメ（防府天満宮等に約1,100本）やサクラ（公園周辺に約450本）の名所でもあり、市民の憩いの場となっている。また、満天の広場と名付けられた山頂から北側斜面（佐波川方向）が山口県の治山事業（生活環境保全林）により天神山森林公園とされ、佐波川沿いの白坂公園までの登山道が続いている。山中には、防府迫戸中継局（テレビのミニサテライト局）も設置されている。
- 防府天満宮境内から見た天神山
- 天神山公園の入口
- 山頂付近
- 山頂から眺める佐波川
- 北西に隣接する白坂公園

## 周辺施設
- 天神山公園
  - 防府天満宮
  - 防府競輪場
  - 野球場
  - 満願寺 (防府市)
  - 法花寺 (防府市)
- 周防国分寺
- 防府市立佐波中学校
- 防府市立松崎小学校
- 防府市まちの駅うめてらす